# Pentameris glacialis
Pentameris glacialis är en gräsart som beskrevs av N.P.Barker. Pentameris glacialis ingår i släktet Pentameris och familjen gräs. Inga underarter finns listade i Catalogue of Life.